# Luna Thiel
Luna Thiel (26 de noviembre de 1999) es una deportista de Alemania que compite en atletismo. Ganó una medalla de bronce en el Campeonato Europeo de Atletismo Sub-23 de 2019, en la prueba de 4 × 400 m.